# گروه فخرو
گروه فخرو (به انگلیسی: Fakhro Group) شرکت خوشه‌ای بحرینی است، که در زمینه ترابری و کشتیرانی، فناوری اطلاعات، کارگزاری بیمه، مونتاژ خودرو و مدیریت رستوراه‌های زنجیره‌ای فعالیت می‌کند. 
گروه فخرو در سال ۱۸۸۸ توسط یوسف بن عبدالرحمان فخرو در قالب یک شرکت کوچک بازرگانی خرما تأسیس شد. این شرکت در حال حاضر دارای عملیات در کشورهای امارات متحده عربی، هند، عمان، عراق، بحرین، کویت، قطر و عربستان سعودی می‌باشد.
دفتر مرکزی گروه فخرو در شهر منامه، بحرین قرار دارد. این گروه مالک ناوگانی متشکل از ۴۰ کشتی و شناور می‌باشد. گروه فخرو هم‌اکنون نمایندگی انحصاری رستوران‌های مک‌دونالدز، فروش تلفن‌های همراه: ارتباطات همراه سونی، تجهیزات الکتریکی: هانی‌ول و آب‌ب، لوازم الکترونیکی: ال‌جی، سونی و اوکی، تجهیزات شبکه: سیسکو سیستمز، تجهیزات مخابراتی: آویا و اریکسون، کارگزاری بیمه: گروه بین‌المللی آمریکایی، ، جایگاه‌های پمپ بنزین: موبیل، لاستیک: دانلوپ تایر، اتومبیل‌های دانگفنگ موتور و بی‌وای‌دی را در منطقه شورای همکاری کشورهای عرب خلیج، در اختیار دارد.